# O Capital Group
O Capital Group, anciennement FinanceCom, est une société holding marocaine.
Le groupe intervient dans plusieurs secteurs d’activité, notamment la finance, la communication, le tourisme, l'immobilier, les télécommunications, le consulting, les médias, la distribution, le transport et l’agriculture. Il détient des participations dans diverses entreprises opérant dans ces domaines,,.
Détenue par Othman Benjelloun et sa famille, son directeur général est Hicham El Amrani.

## Histoire
O Capital Group, anciennement connu sous le nom de FinanceCom, trouve ses origines dans les activités entrepreneuriales d’Othman Benjelloun, figure majeure du secteur financier marocain. Fondée à partir des années 1980, la holding a progressivement élargi son périmètre à travers une série d’acquisitions et de participations stratégiques dans les secteurs de la banque, de l’assurance, des télécommunications, de l'immobilier, du transport, et des médias.
L’un des piliers fondateurs du groupe est la Bank of Africa (anciennement BMCE Bank), devenue au fil des années l’un des plus importants groupes bancaires panafricains. Parallèlement, le groupe a renforcé sa présence dans l’assurance avec RMA Watanya, acteur majeur du marché marocain.
En mai 2021, le groupe entame une restructuration majeure. La holding FinanceCom est absorbée par la société Holding Benjelloun Mezian, qui prend alors le nom de O Capital Group. Ce changement d’identité s’inscrit dans une volonté de clarifier la structure du groupe, de moderniser son image et de mieux refléter la diversité de ses activités, tant au Maroc qu'à l'international.
Sous la direction de Hicham El Amrani, O Capital Group poursuit sa stratégie de diversification, en consolidant ses positions historiques tout en investissant dans de nouveaux secteurs à forte valeur ajoutée tels que les technologies, le conseil stratégique et l’agriculture.

## Filiales
| Secteur d’activité            | Filiales |
| ----------------------------- | --- |
| Banque et services financiers | - Bank of Africa - BMCE Capital - Salafin - Maghrebail - Locasom - Finacards - Maroc Factoring - Eurafric Information |
| Assurance                     | - RMA |
| Télécommunications            | - Orange Maroc (ex-Méditel)                                                                                           |
| Immobilier et tourisme        | - Risma - CAP ESTATE - Aman Resorts - Colliers International Maroc                                                    |
| Transport et logistique       | - CTM - Air Arabia Maroc - Africa Morocco Link                                                                        |
| Technologies et services      | - Finatech Group - Atcom - Sigmatechno - Veosmart - Valyans Consulting - Hanouty                                      |
| Médias et communication       | - Soread 2M - Dounia Production - Sigma - Mosaïk                                                                      |
| Distribution                  | - Brico Invest |
| Agriculture et agro-industrie | - BioBeef - Ranch Adarouch                                                                                            |